# Al-Said Barakah
Al-Said Barakah (1260-1280) was sultan van de Mammelukkensultanaat Caïro tussen 1277 en 1279, hij behoorde tot de Bahri dynastie.

## Levensloop
Al-Said Barakah was pas zeventien jaar toen zijn vader sultan Baibars stierf. De hofhouding werd gedomineerd door emir Al-Mansur Qalawun en bij zijn aantreden werd hij gedwongen om met de dochter van Qalawun te trouwen. Al-Said probeerde van onder het juk te komen, door Qalawun op militaire missie te sturen naar Cilicisch-Armenië en hem daarna oneervol te ontslaan. Qalawun op de hoogte van het plan zette Al-Said bij zijn terugkeer af en verving hem door zijn jongere broer Solamish.
Een jaar later stierf hij als banneling in Al-Karak.